# Risa Wataya

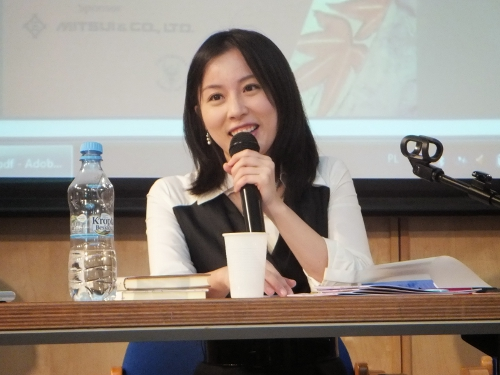
Risa Wataya, 2013

Risa Wataya (jap. 綿矢 りさ, Wataya Risa, bürgerlich: Risa Yamada (山田 梨沙, Yamada Risa); * 1. Februar 1984 in Kyōto) ist eine japanische Schriftstellerin.
Für ihre Novelle Keritai Senaka erhielt sie mit 19 Jahren den Akutagawa-Preis und zählt zusammen mit Hitomi Kanehara zu den erfolgreichsten Autorinnen der jungen Generation. Die deutsche Übersetzung des Titels von Sabine Mangold erschien im Februar 2007 unter dem Titel Hinter deiner Tür aus Papier im Carlsen Verlag. Eine Übersetzung ins Englische erschien, obwohl in Japan ein Bestseller, erst im Jahr 2015 im Kleinverlag One Peace Books in New York City. Ihr Debütroman Insutōru wurde 2004 verfilmt, für Kawaisō da ne? erhielt sie 2012 den Ōe-Kenzaburō-Preis.
Im Jahr 2011 war sie auf Einladung des Harbourfront Literaturfestivals Hamburg in Deutschland auf Lesereise.

## Werke (Auswahl)
- 2001 Insutōru (インストール), ISBN 4-309-01437-2
- 2003 Keritai senaka (蹴りたい背中), ISBN 4-309-01570-0
  - 2007 Hinter deiner Tür aus Papier, übersetzt von Sabine Mangold, Hamburg, Carlsen, ISBN 978-3-55-158163-1
- 2007 Yume o ataeru (夢を与える), ISBN 978-4-309-01804-1
- 2010 Katte ni furuetero (勝手にふるえてろ), ISBN 978-4-16-329640-1
- 2011 Kawaisō da ne? (かわいそうだね？), ISBN 978-4-16-380950-2
- 2012 Hiraite (ひらいて), ISBN 978-4-10-332621-2
- 2012 Shōga no aji wa atsui (しょうがの味は熱い), ISBN 978-4-16-387870-6
- 2016 Te no hira no miyako (手のひらの京), ISBN 978-4-10-332623-6
- 2017 Watashi wo kuitomete (私をくいとめて). ISBN 978-4-02-251445-5